# Wólka (powiat bartoszycki)
Wólka (niem. Klein Wolla, 1938–1945 Kleinwallhof) – osada w Polsce położona w województwie warmińsko-mazurskim, w powiecie bartoszyckim, w gminie Bartoszyce. Miejscowość wchodzi w skład sołectwa Barciszewo. W latach 1975–1998 miejscowość administracyjnie należała do województwa olsztyńskiego.

## Historia
W 1938 r. w ramach akcji germanizacyjnej zmieniono urzędową nazwę wsi z Klein Wolla na Kleinwallhof.
W 1983 r. była to osada, ujęta w spisie razem z Barciszewem. W tym czasie w Wólce mieściło się leśnictwo.